# Кава аравійська
Ка́ва ара́біка або кава аравійська (лат. Coffea arabica) — економічно найважливіший вид роду кава в родині Rubiaceae.

## Поширення
Батьківщина знаходиться в горах Ємену на Аравійському півострові, звідси і походить його назва, а також в південно-західному нагір'ї Ефіопії і південно-східному Судані. Coffea arabica вважається першим культивованим видом кави, який вирощується в південно-західній Аравії протягом понад 1000 років. Зараз цю каву культивують в Індонезії, Центральній Америці і Східній Африці, Бразилії. На Гаваях цю каву раніше більш широко вирощували ніж в даний час, і вона зберігається після культивування в багатьох областях як інвазивний бур'ян.

## Кавовий напій
Представляє 75 % всесвітньої продукції та надає маленькі, плоскі та подовжені плоди мідно-зеленого кольору. З неї ми отримуємо повноцінний напій з інтенсивним ароматом та насиченим смаком. Містить менше кофеїну, ніж будь-які інші комерційно культивовані види кави.
Найвідоміші різновиди: Мока, Колумбія, Костаріка, Гватемала, Марагоджип. Сорт кави, виготовлений на острові Ява, називається «ява» («ява арабіка»), виготовлений у Бразилії — «бразильська арабіка». Бразилія все ще залишається головним виробником кави. При цьому кава, виготовлена в Південній та Центральній Америці, а також на недалеких островах (Гаїті, Санто-Домінґо), визнана «м'якою».

## Опис рослини
Дикі дорослі рослини від 9 до 12 м у висоту і мають відкриту розгалужену систему; листя супротивне, просте від еліптично-яйцеподібної до довгастої форми, 6-12 см в довжину і 4 — 8 см в ширину, блискуче, темно-зелене. Квіти білі, 10-15 мм в діаметрі. Плодом є кістянка (хоча зазвичай називають "ягода") 10-15 мм в діаметрі, коли стиглий від яскраво-червоного до фіолетового кольору і зазвичай містить дві насінини.